# Affaire Yangulbaev
« L'affaire Yangulbaev » est le nom communément donné au scandale socio-politique qui a éclaté en Russie en janvier 2022, lorsque Abubakar Yangulbaev, avocat et défenseur des droits d'origine tchétchène, travaillant au sein du « Comité contre la torture » a annoncé la disparition de plusieurs dizaines de ses proches en Tchétchénie.
À la suite de cet événement, les forces de sécurité tchétchènes ont emmené de force sa mère Zarema Musaeva (épouse de l'ancien juge fédéral, Sayda Yangulbaev) de Nijni Novgorod à Grozny, où elle a été mise en cause dans une affaire pénale, détenue dans un centre de détention provisoire et condamnée à purger 4 ans et 9 mois dans une colonie pénitentiaire en Tchétchénie. Le frère d’Abubakar, Ibrahim Yangulbaev, a été inscrit sur la liste fédérale des personnes recherchées. Leur père et leur sœur, Aliya Yangulbaeva ont rapidement été évacués de la fédération de Russie.

## Contexte
La famille Yangulbaev appartient au taip tchétchène Keloy . Saida Yangulbaev a fait carrière au sein des organes d'enquête et judiciaires de la République tchétchène : il est devenu membre de la Cour suprême de Tchétchénie. Le fils cadet, Ibragim Yangulbaev, a dirigé un canal Telegram sur les réseaux sociaux où il écrivait sur l'histoire de la Tchétchénie et dénonçait les violations des droits de l'homme commises sur le territoire de la république, principalement par les autorités du président pro-russe, Ramzan Kadyrov. Le canal Telegram, "1ADAT", devenu rapidement populaire sur Internet, a réuni plusieurs millions de lecteurs, d'auditeurs et de soutien financier.
En novembre 2015, selon le fils aîné du juge, Abubakar Yangulbaev, leur père, lui-même et son frère cadet, ont été emmenés de force à la résidence présidentielle du chef de la Tchétchénie, Ramzan Kadyrov. De nombreuses personnes de l’entourage de Kadyrov étaient présentes. Kadyrov a exprimé ses griefs à l'égard des publications en ligne d'Ibrahim et notamment des critiques virulentes émises contre le régime. Sayda Yangulbaev témoigne que la tension est rapidement montée, l'entourage de Kadyrov ayant commencé à battre son fils cadet, Ibragim. Une bagarre s'ensuit. Après ce premier passage à tabac, selon Abubakar Yangulbaev, Kadyrov et son entourage leur aurait intimer de lécher leur propre sang répandu sur le sol, mais le père et les frères refusent de s'exécuter. À la suite de quoi ils sont de nouveau battus. Selon le fils aîné, c'est seulement à ce moment-là que Kadyrov a exigé qu'on cesse de les frapper. Le père et le fils aîné ont été libérés, mais Ibrahim a été retenu à la résidence de Kadyrov. Saida Yangulbayev a été poussé à démissionner, sous peine de ne plus revoir son fils. La famille n'a pas eu de nouvelles d'Ibragim pendant six mois. Il s'est avéré qu'il avait été détenu illégalement tout ce temps, dans le sous-sol du bâtiment local du SOBR. Il a finalement été libéré en raison de  l'aggravation de son état de santé (appendicite) .
En 2017, Ibragim a été mis en cause dans une affaire pénale d'incitation à la haine interethnique. Il a passé un an et demi en détention provisoire, mais après la dépénalisation de cet article du Code pénal de la fédération de Russie. La même année, la famille Yangulbaev a quitté la Tchétchénie pour Nijni Novgorod, capitale de l'oblast de Nijni Novgorod, à 400 kilomètres au nord-est de Moscou.
Abubakar Yangulbaev est devenu militant des droits humains et avocat au sein du  Comité contre la torture, organisation non-gouvernementale russe menant des enquêtes publiques concernant des actes de torture en s’appuyant sur les mécanismes étatiques internes de protection des victimes. Il a régulièrement fait des déclarations acerbes sur les dirigeants de la Tchétchénie et sur les persécutions dont lui et sa famille ont fait l'objet. Il a été soupçonné d'avoir dirigé le canal-Telegram d'opposition « 1ADAT », dont un certain nombre de publications, selon les conclusions de l'Institut de criminalistique du Centre de technologie spéciale du Service fédéral de sécurité de la fédération de Russie, visaient à justifier le terrorisme et la propagande en faveur du séparatisme,,. En conséquence, en décembre 2021, le tribunal de Zavodskiy à Grozny, a fait droit à la demande du procureur et a reconnu qu'un certain nombre de publications du canal-Telegram « 1ADAT » constituaient un caractère jugé extrémiste en Russie et les a interdites. Le procès a été examiné en l'absence du défendeur, qui a été remplacé par le commissaire aux droits de l'homme, Nurdi Nukhazhiyev, qui ne s'est pas présenté au tribunal. La même année, celui-ci a remis une médaille portant la mention "Défendeur des droits de l'homme honoré de la République tchétchène" à Ramzan Kadyrov.
En décembre 2021, Abubakar Yangulbayev a signalé la disparition de ses proches en Tchétchénie. Il a déclaré qu'il comptait une quarantaine de parents disparus. En janvier 2022, il a déclaré qu'ils étaient finalement une cinquantaine. Il a accordé plusieurs interviews aux médias, dans lesquelles il a dit attribuer les événements aux critiques formulées par les membres de sa famille contre Ramzan Kadyrov. Lorsque le chef de la Tchétchénie lui-même a été interrogé lors d'une conférence de presse fin décembre sur la disparition des proches des opposants, il a fait état d'une vendetta ouverte contre la famille Yangulbaev.
Quelques jours après qu'Abubakar Yangulbayev ait signalé la disparition de ses proches, son domicile à Pyatigorsk a été perquisitionné fin décembre 2021 par des membres des forces de l'ordre du président. Peu après, Abubakar Yangulbayev a quitté la Russie pour des raisons de sécurité.

## Détention et affaire pénale de Zarema Musaeva
Dans la soirée du 20 janvier 2022, des  hommes masqués, se présentant comme des policiers tchétchènes se sont présentés à l'appartement de Sayda Yangulbaev à Nijni Novgorod. Leur appartement était encerclé et surveillé depuis plusieurs jours. Les représentants du Comité contre la torture, Sergueï Babinets et Oleg Khabibrakhmanov étaient présents ce soir-là à l’appartement des Yangulbaev, accompagnés d'une avocate et d'autres membres de l'ONG. Les hommes masqués ont présenté un avis de l'enquêteur du département de la République de Tchétchénie du ministère de l'Intérieur de la fédération de Russie exigeant que Sayda Yangulbayev et son épouse Zarema Musaeva soient interrogés en tant que témoins dans une affaire de fraude faisant l'objet d'une enquête à Grozny. L'ancien juge et les représentants du Comité contre la torture, ont indiqué à la police qu'un interrogatoire, si nécessaire, pouvait avoir lieu sur place. Mais les hommes ont violemment fait irruption dans l'appartement, bousculant les représentants et les avocats dans une pièce, Sayda Yangulbaev et sa fille dans une autre. Finalement, Zarema Musaeva, qui s'était réfugiée dans une armoire de l'appartement, a été traînée de force hors de l'appartement, inconsciente, sans chaussures ni manteau. Sayda Iangulbaev, quant à lui, ne pouvait être emmené en raison de l'immunité que lui confère son statut de juge fédéral, signé personnellement par le président russe Vladimir Poutine. Zarema Musaeva souffre de diabète et son état nécessite un suivi médical constant et des injections régulières d'insuline, sous peine de provoquer un coma diabétique. En outre, elle avait été contrôlée positive à la COVID-19 le jour-même. En effet, la famille Yangulbaev terminait les derniers préparatifs avant son départ de Russie qui était prévu dans les jours qui suivaient. Le Comité contre la torture est chargé de la protection, la défense et l'évacuation de la famille Yangulbaev depuis 2017. L'évacuation devait être organisée depuis février 2021, date à laquelle les deux frères cadets de la famille, Ibragim et Baisangur, ont réussi à fuir le pays, in-extremis. Ce n'est qu'après l'enlèvement d'une cinquantaine de membres de la famille Yangulbaev et la perquisition de l'appartement d'Abubakar Yangulbaev en décembre 2021, que l'ONG a finalement entamé le processus d'évacuation des restes des membres de la famille. Les médicaments que les représentants de l'ONG ont tenté de remettre aux policiers n'ont pas été pris par ces derniers. Dans l'enregistrement de l'enlèvement de Zarema Musaeva, on peut notamment entendre le policier crier en langue tchétchène : "Je jure au nom du Coran que tu vas venir avec nous ! Tu es une femme, lèves-toi (...) Trainez-là même si elle meurt ! emmenez-là, emmenez-là ! (...)". Ce à quoi Zarema Musaeva lui répond : "N'as tu donc pas de mère ? (...) Laissez-moi donc prendre mon traitement (...) ". Le policer réplique en retour : "Je ne te laisserais pas ! Sois-tu maudite ! Je ne te laisserais pas le prendre ! Lèves-toi, putain!",
Zarema Musaeva a été emmenée en Tchétchénie, où elle a été condamnée à 15 jours d'arrestation administrative pour « léger hooliganisme ». Le chef de la Tchétchénie, Ramzan Kadyrov, a par la suite affirmé que Zarema Musaeva avait attaqué et presque mutilé un policier à Grozny. Zarema Musayeva a été inculpée en vertu de la partie 2 de l'article 318 du Code pénal de la fédération de Russie (recours à la violence contre un représentant des autorités) et le tribunal du district Staropromyslovsky de Grozny a pris, le 2 février 2022, une mesure de contrainte sous la forme d'un placement en détention provisoire.
Zarema Musaeva a ensuite été accusée de complicité de fraude, pour avoir aidé et encouragé une ressortissante tchétchène, Madina Azimova, qui avait organisé frauduleusement des prêts à la consommation d'un montant total de près d'un million de roubles pour des emprunteurs insolvables afin d'acheter des appareils électroménagers, qu'elle a ensuite revendus. Azimova, qui avait été arrêtée par les autorités tchétchènes, a témoigné que Sayda Yangulbayev et Zarema Musaeva lui auraient présenté des individus au nom desquels elle aurait pu obtenir des prêts. Après ce témoignage, la mesure préventive prise contre Azimova a été commuée en assignation à résidence. Zarema Musaeva quant à elle, a été maintenue en détention provisoire. Le procès de l'affaire Musaeva a débuté en août 2022 au tribunal du district Leninsky de Grozny.
Le 4 juillet 2023, un tribunal de Grozny a condamné Zarema Musaeva, la déclarant coupable de « fraude » et de « recours à la violence contre un représentant des forces de l'ordre ». Musaeva a été condamné à 5,5 ans de prison. Le même jour, des inconnus ont attaqué la journaliste de  Novaïa Gazeta, Elena Milashina et l'avocat Alexandre Nemov, arrivés à Grozny pour assister au procès de Zarema Musaeva. La voiture dans laquelle ils se trouvaient a été arrêtée par des hommes masqués. La journaliste et l'avocat ont été roués de coups de matraque et de coups de pied, notamment au visage. Leurs téléphones ont été confisqués, leur équipement et leurs documents ont été détruits, a rapporté Novaïa Gazeta. Un examen médical a révélé que Milashina souffrait d'un traumatisme crânien et de fractures aux doigts. Nemov a également été blessé, notamment par un coup de couteau. Plus tôt, les dirigeants tchétchènes avaient déjà proféré des menaces contre Elena Milashina dans le cadre de l'affaire Zarema Musaeva. Le chef de la république, Ramzan Kadyrov, a qualifié début 2022 la journaliste de Novaïa Gazeta et le défenseur des droits, Igor Kaliapin de «terroristes» et de «complices de terroristes», exhortant les forces de l'ordre à les arrêter.
Après plusieurs demandes successives de la défense de Zarema Musaeva, le 12 septembre 2023, la Cour suprême de Tchétchénie réduit la peine de cette dernière à 5 ans de colonie pénitentiaire. Le 5 mars 2024, la cinquième Cour de cassation de Piatigorsk l'a réduit à 4 ans et 9 mois. Toutes les autres requêtes ont été rejetées, et ce, malgré l'état de santé très fragile de Zarema Musaeva. L'affaire Musaeva a provoqué un large mouvement de soutien de la part de l'opinion publique, de défenseurs des droits, d'organisations non gouvernementales (Amnesty International,, Comité contre la torture). Le 03 octobre 2023, les députés européens ont fermement condamné, l’enlèvement et la détention à motivation politique de Zarema Musaeva. Dans la résolution commune qu’ils ont adoptée (502 voix pour, 13 contre et 28 abstentions), les députés estiment qu’il s’agit d’une rétorsion face au travail en faveur des droits humains et aux opinions politiques de ses fils,. Le Parlement européen a exhorté les autorités tchétchènes à libérer Zarema Musaeva et à lui fournir des soins médicaux appropriés.
Dans son arrêt de chambre, rendu le 28 mai 2024 dans l’affaire Zarema Musaeva et autres c. Russie (requête no 4573/22), la Cour européenne des droits de l’homme dit, à l’unanimité, qu’il y a eu : Violations des articles 2 (droit à la vie), 3 (interdiction des traitements inhumains ou dégradants), 5 § 1 (droit à la liberté et à la sûreté), 6 § 1 (droit à un procès équitable) et 18 (limitation de l’usage des restrictions aux droits) de la Convention européenne des droits de l’homme.

## Autres événements

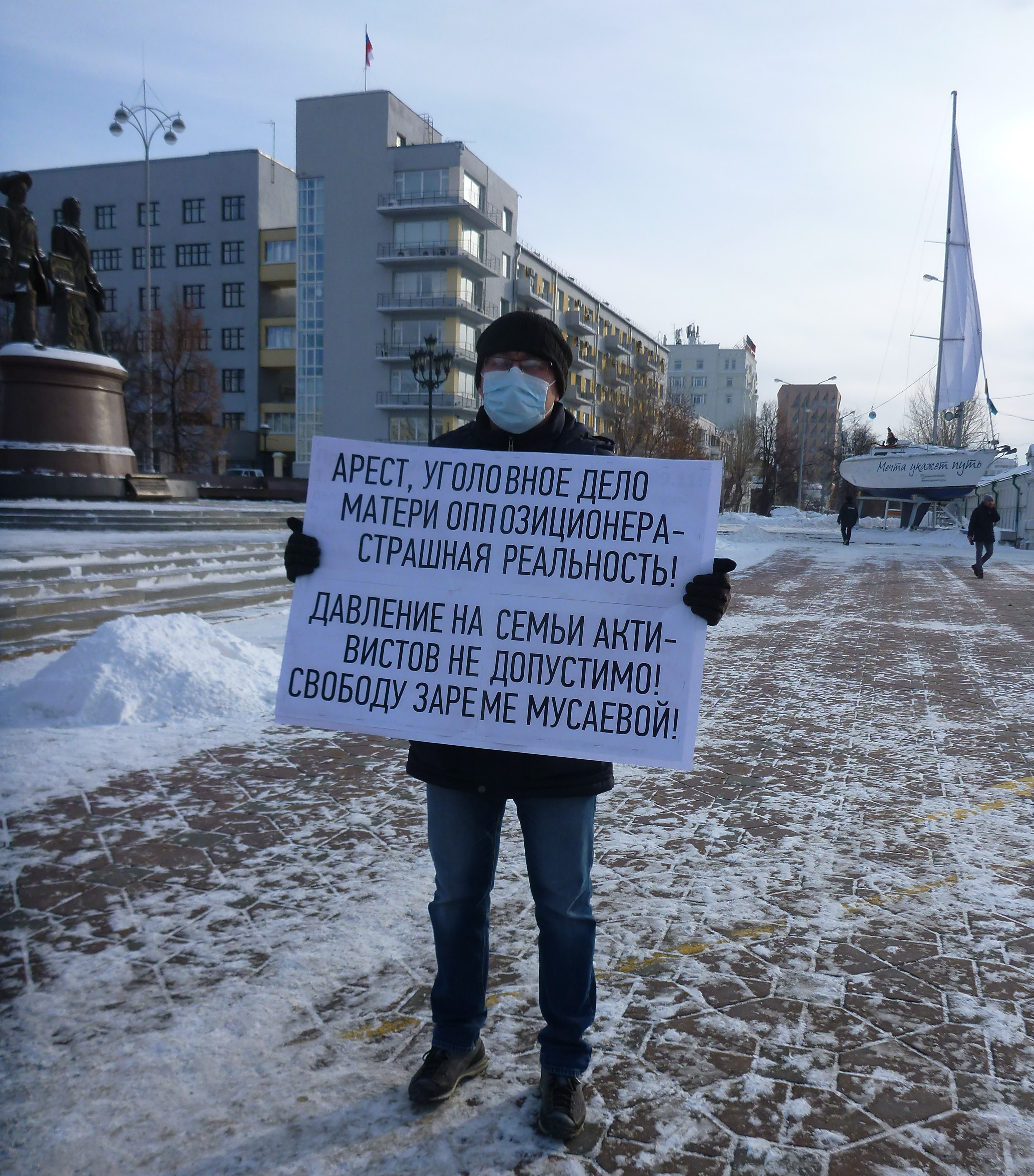
Un manifestant à Ekaterinbourg portant une affiche réclamant la libération de Musaeva, le 6 février 2022

La détention de Musaeva a été marquée par un certain nombre de déclarations très médiatisées. Abubakar Yangulbaev et Igor Kalyapin, membre du Conseil présidentiel russe pour le développement de la société civile et des droits de l'homme (CDH), ont condamné les actions des forces de sécurité tchétchènes. De son côté, le chef tchétchène Ramzan Kadyrov a déclaré que les actions des représentants du ministère républicain de l'intérieur à Nijni Novgorod étaient légales et a sévèrement critiqué la famille Yangulbayev. Il a notamment jugé que certains de ses membres "appellent au terrorisme et à l'extrémisme", que les membres de la famille Yangulbaev doivent être emprisonnés et punis, "et s'ils résistent, détruits pour collaboration terroriste" ; il a ensuite exigé que les gouvernements étrangers renvoient les fugitifs en Tchétchénie. Il a aussi qualifié de terroristes Igor Kalyapin, ainsi que la journaliste de Novaïa Gazeta, Elena Milashina, qui enquête sur les violations des droits de l'homme dans le Caucase du Nord et en Tchétchénie en particulier, et a réclamé leur mise en détention,,,.
Le 23 janvier 2022, Sayda Yangulbayev quitte la fédération de Russie avec sa fille, Aliya Yangulbaeva.
Le 31 janvier 2022, le tribunal Visaitovsky de Grozny a décidé par contumace de placer Ibragim Yangulbaev en détention. Il figure sur la liste fédérale des personnes recherchées dans une affaire pénale en vertu de l'article sur les appels publics au terrorisme (partie 2 de l'article 205.2 du Code pénal de la fédération de Russie).
Le député à la Douma d'État et proche du chef tchétchène, Adam Delimkhanov, a publiquement déclaré une vendetta contre la famille Yangulbaev. Le 1er février 2022, lors d'une diffusion en direct sur Instagram en tchétchène, il a promis de couper la tête des membres de la famille Yangulbaev, ainsi que de ceux qui traduiraient cette vidéo en russe. Peu avant, le chef de la Tchétchénie, Ramzan Kadyrov, avait également proféré des menaces contre la famille Yangulbaev,.
Le 2 février 2022, Deni Aidamirov, chef du département des affaires intérieures de Grozny, Isa Tumkhadzhiev, premier vice-président du gouvernement tchétchène, Abuzaid Vismuradov, vice-président du gouvernement tchétchène, Alikhan Tsakayev, chef par intérim du ministère tchétchène des situations d'urgence, et Zamid Chalaev, commandant du régiment de police des patrouilles et des postes de contrôle d'Akhmat Kadyrov, ont enregistré un message vidéo commun dans lequel ils menaçaient également de mort la famille Yangulbayev,.
Le 2 février 2022, un rassemblement a eu lieu à Grozny, où les participants ont brûlé et piétiné les portraits des membres de la famille Yangulbaev. Selon les données officielles du gouvernement tchétchène, il y aurait eu environ 400 000 manifestants sur place. Ramzan Kadyrov a déclaré par la suite, que les participants au rassemblement suivaient le chemin de la Gazavat (du djihad). Cet événement public, dénoncé comme ayant été orchestré par Ramzan Kadyrov et ses représentants, a été mis en avant par ses derniers afin de légitimer les poursuites engagées contre la famille Yangulbaev.
La journaliste de Novaïa Gazeta, Elena Milashina, a quitté la Russie à la suite des menaces de Ramzan Kadyrov et d'autres représentants officiels de la République de Tchétchénie, craignant pour sa sécurité.
Le 3 février 2022, le Collège des juges de Tchétchénie a officiellement déchu Saida Yangulbaev de son statut de juge fédéral pour « non-respect des exigences du statut de juge ». Il a été déclaré que : « Le juge à la retraite Yangulbayev a fait tout son possible pour troubler la paix et semer la discorde dans la société civile de la République de Tchétchénie. Ces actions sont incompatibles avec le statut éminent d'un juge, en particulier d'un juge de la Cour suprême de la République de Tchétchénie ". L'ancien juge fédéral, a estimé dans une interview que cette décision n'avait aucun fondement légal, que conformément à la loi, une enquête transparente aurait dû être menée, que celle-ci aurait dû être validée par le procureur général de la fédération de Russie et surveillée par Moscou, qu'il aurait dû avoir un droit de défense et la possibilité de s'exprimer sur les faits qui lui sont reprochés. Il conclut qu'aucune procédure légale n'a été respectée, dénonçant une décision politique menée dans le seul but de le discréditer et de pouvoir fabriquer une affaire pénale contre lui à l'avenir.

## Réaction des autorités fédérales russes
Le 21 janvier 2022, le secrétaire de presse du président russe Dmitri Peskov a commenté la nouvelle de l’enlèvement de Musaeva comme suit : « Il s'agit d'une histoire rocambolesque. Nous préférons ne pas croire à de telles informations sans en avoir eu la confirmation officielle. L'époque dans laquelle nous vivons est déjà bien trop trompeuse. ». Et le 24 janvier, répondant aux questions des journalistes, il a déclaré : "Une fois de plus, je voudrais me référer aux droits fondamentaux de ces citoyens. Tout citoyen, y compris un homme politique et le chef d'une région, a le droit de faire des déclarations ; les citoyens, quant à eux, ont le droit de répondre à ces déclarations, soit en les réfutant, soit en utilisant d'autres voies judiciaires pour protéger leur honneur et leur dignité. Tout cela est prévu par la loi. Si toutefois c'est ce que ces citoyens décident de faire.".
Le 2 février 2022, Peskov, répondant aux questions des journalistes sur les déclarations de Delimkhanov, a déclaré : « Évaluer les actions d'un député n'est pas notre fonction, c'est la fonction de la Douma d'État et de la commission chargée de l'éthique... Nous ne voudrions pas interférer dans ce processus ».
Concernant le rassemblement du 2 février 2022 à Grozny, la direction du Rospotrebnadzor pour la République tchétchène a déclaré au journal Kommersant qu'« il n'est pas possible d'identifier les organisateurs du rassemblement du peuple », de sorte que la question de la responsabilité d'une personne morale (pour violation des restrictions épidémiques) « ne peut pas être discutée ».

## Réaction internationale
Le 23 janvier 2022, une déclaration a été publiée sur le site web du service diplomatique de l'UE appelant les autorités russes à libérer Zarema Musaeva, à enquêter sur les circonstances des événements, à mettre fin à la persécution des défenseurs des droits de l'homme et de leurs familles, et à libérer immédiatement les personnes détenues sur la base d'accusations forgées de toutes pièces. La déclaration précise également que les autorités russes devraient enquêter efficacement et rapidement sur tous les cas d'exécutions extrajudiciaires, de torture et d'autres violations flagrantes des droits de l'homme en Tchétchéni. À sa suite, le 27 janvier 2022, le département d'État américain a appelé la Russie à cesser de persécuter les militants des droits humains et à libérer Zarema Musaeva . Un discours a également été prononcé à l'APCE, où la question des enlèvements et de la détention de Zarema Musaeva a été soulevée.

## Liens
- (ru) Елена Милашина, « Враг номер один. », Новая газета,‎ 28 janvier 2022 (consulté le 5 mars 2023)
- (ru) « Елена Милашина уезжает из России. И объясняет, почему Кадырову можно все », YouTube-канал Новой газеты (consulté le 5 mars 2023)